# Вишнёвое (Софиевский район)
Вишнёвое (укр. Вишневе) — село,
Каменский сельский совет,
Софиевский район,
Днепропетровская область,
Украина.
Код КОАТУУ — 1225283802. Население по переписи 2001 года составляло 843 человека .

## Географическое положение
Село Вишнёвое находится на берегу реки Каменка,
выше по течению примыкает пгт Софиевка,
ниже по течению на расстоянии в 2 км расположено село Алексеевка.
Через село проходят автомобильные дороги Н-11 и Р-06.
Название села связано с бывшим вишнёвым садом, который рос возле бывшей усадьбы Марьяны.

## История
Ранее село называлось Марьяновка и в
XIX — начале XX века являлось центром Марьяновской волости Верхнеднепровского уезда Екатеринославской губернии.

## Экономика
- ООО «Агро Лайт».

## Объекты социальной сферы
- Село газифицировано.
- Школа.
- Детский сад.
- Фельдшерско-акушерский пункт.
- Дом культуры.